# Star Wars: The Last Jedi
Star Wars: The Last Jedi (også kendt som Star Wars: Episode VIII - The Last Jedi) er en amerikansk science fiction-film fra 2017, der er skrevet og instrueret af Rian Johnson. Filmen er den ottende spillefilm i Star Wars-sagaen og den anden i den tredje Star Wars-trilogi efter Star Wars: The Force Awakens fra 2015. Filmen er produceret af Lucasfilm og distribueres af Walt Disney Studios Motion Pictures. Rollelisten tæller blandt andet Mark Hamill, Carrie Fisher, Adam Driver, Daisy Ridley, John Boyega, Oscar Isaac, Lupita Nyong'o, Domhnall Gleeson, Anthony Daniels, Gwendoline Christie, Andy Serkis, Benicio del Toro, Laura Dern og Kelly Marie Tran.
Filmen foregår umiddelbart efter Star Wars: The Force Awakens, hvor Rey sporede Luke Skywalker til en fjern planet. Samtidig følger den Modstandsbevægelsens flugt fra Den første orden. Filmens producenter er Ram Bergman og Lucasfilms bestyrelsesformand Kathleen Kennedy, mens musikken er komponeret af John Williams, der også har gjort det for de foregående syv film i sagaen. De første optagelser til den nye film fandt sted i september 2015 på Skellig Michael i Irland. De primære optagelser begyndte hos Pinewood Studios i Storbritannien 15 februar 2016 og varede frem til 22. juli 2016. Efterproduktionen blev afsluttet i september 2017.
Filmen havde premiere i Los Angeles 9. december 2017. Filmen fik overvejende positive anmeldelser med ros af skuespillerne, actionscenerne, de visuelle effekter og musikken. Filmen har indbragt mere end 1,3 mia. USD på verdensplan, hvilket gør den til den mest indbringende film fra 2017 og den tiende mest indbringende film til alle tider.
Efterfølgeren, Star Wars: The Rise of Skywalker, havde premiere 16. december 2019.

## Handling
Modstandsbevægelsen ledet af General Leia Organa evakuerer deres base, da Den første orden angriber den med en flåde. Det lykkes for Poe Dameron og andre oprørere at ødelægge en af Den første ordens krigsskibe men med betydelige tab selv, før de slipper væk i hyperrummet. Dameron bliver kritiseret af Leia for det kostbare angreb. Imens kritiserer Den første ordens Øverste leder Snoke General Hux, fordi det ikke lykkedes ham at stoppe evakueringen. Den første orden er imidlertid i stand til at spore Modstandsbevægelsen gennem hyperrummet. Den svækkede Modstandsflåde kan ikke slippe væk, fordi de mangler brændstof. En langsom jagt begynder, hvor Modstandsbevægelsen gør brug af deres rumskibes højere mobilitet og skjolde for at overleve og vinde tid. Kylo Ren leder et angreb på Modstandsbevægelsens flåde men kan ikke få sig selv til at skyde på det skib, hvor hans mor Leia er om bord. Det gør de medfølgende TIE Fighters imidlertid, og Admiral Ackbar og flere andre ledere bliver dræbt i angrebet. Leia bruger kraften til at overleve men bliver bevidstløs og må lægges i en sygeseng. Viceadmiral Amilyn Holdo overtager kommandoen over Modstandsbevægelsen til Damerons utilfredshed. I mellemtiden er Finn vågnet op af koma. Han vil finde Rey men bliver stoppet af mekanikeren Rose Tico. Sammen bliver de klar over, at Den første orden kan spore dem fra et af deres skibe. For at stoppe det må de om bord på skibet. Sammen med Dameron og droiden BB-8 kontakter de Maz Kanata, der fortæller dem, hvor de kan få fat på en hacker, der kan hjælpe dem.
Imens møder Rey Luke Skywalker på en ø på planeten Ahch-To, hvor hun er taget til sammen med Chewbacca og droiden R2-D2 på Tusindårsfalken. Luke afviser imidlertid at oplære hende i at blive en jedi. Heller ikke Chewbacca eller meddelelsen om Han Solos død kan for alvor få ham på andre tanker. R2-D2 får dog presset ham, så han indvilliger omsider i at give Rey grundlæggende viden og fortæller hende om kraften. Rey og Kylo Ren har hemmeligt visioner af hinanden og begynder en dialog. Luke og Kylo Ren giver forskellige forklaringer på den hændelse, der førte Kylo Ren til den mørke side. Luke indrømmer at han på et tidspunkt overvejede at dræbe Kylo Ren, da han sansede, at Øverste leder Snoke havde forledt ham. Situationen endte imidlertid galt, så Kylo Ren ødelagde Lukes nye jediorden. Rey er overbevist om, at Kylo Ren kan komme på bedre tanker og forlader Ach-To for at konfrontere ham uden den modvillige Luke. Luke vil brænde hulen med de ældgamle jediskrifter på øen men kan ikke få sig selv til det. Han ser Yodas spøgelse, der kritiserer ham for ikke at lære af sine fejl, der er den største læremester. Yodas spøgelse nedkalder så lynet til at gøre det af med hulen.
Holdo afslører hendes plan om at evakuere de 400 resterende oprørere til en gammel oprørsbase ved hjælp af mindre skibe. Dameron mener at hendes handlinger er risikable og kujonagtige, så han igangsætter et mytteri. Finn, Rose og droiden BB-8 tager til et kasino på Canto Bight for at finde hackeren. De ender imidlertid i et fængsel, hvor de møder computer-piraten DJ, der hjælper dem med at flygte. Finn og Rose flygter ned i en stald med mishandlede ridedyr. Sammen med stalddrengene sætter de dem fri og foretager en vild jagt gennem kasinoet og omegnen. Finn og Rose bliver samlet op af BB-8 og DJ, der har stjålet et skib. DJ vil gerne hjælpe men mod en pris. De infiltrerer Den første ordens skib, men de bliver fanget af Kaptajn Phasma og hendes tropper. BB-8 slipper imidlertid ubemærket væk. Imens lander Rey på det samme skib og bliver taget til fange af Kylo Ren. Foran Snoke forsøger hun at omvende Kylo Ren, men Snoke forklarer hvordan han har manipuleret hende og Kylo Ren, så han kunne trække både hende og Luke Skywalker til deres død. Snoke beordrer Kylo Ren til at dræbe Rey, men han vælger i stedet at dræbe Snoke. Snokes vagter angriber, men de bliver besejret af Rey og Kylo Ren i fællesskab. Kylo Ren beder Rey om at slutte sig til ham for at ødelægge fortiden og skabe en ny orden. Rey afslår og beder ham om slutte sig til Modstandsbevægelsen. De kæmper gennem kraften, før Rey slipper væk. Da Hux efterfølgende kommer til, beskylder Kylo Ren Rey for mordet på Snoke og erklærer sig selv for ny Øverste leder.
Leia vågner op, neutraliserer Dameron og sætter gang i evakueringen. DJ afslører Modstandsbevægelsens planer, og Den første orden skyder en række af deres transportskibe ned. Om bord på Den første ordens skib tager BB-8 kontrol med en AT-ST-walker og befrier Rose og Finn, så de kan slippe væk og komme ned til den befæstede base sammen med de resterende oprørere. Imens er Holdo blevet tilbage på Modstandsbevægelsens skib, som hun støder ind i Den første ordens skib. Nede på planeten gør Den første orden klar til at angribe basen med en kæmpe kanon. Dameron, Finn og Rose leder et modangreb med gamle speedere, men de kommer under heftig beskydning fra walkere og TIE fighters. Tusindårsfalken kommer til hjælp og trækker TIE fighterne væk. Finn vil ødelægge Den første ordens kanon i et selvmordsangreb, men Rose redder ham i sidste øjeblik. Inde hos Modstandsbevægelsen dukker Luke Skywalker op og giver Modstandsbevægelsen håb. Han konfronterer Kylo Ren, så de andre får tid til at flygte. Da Kylo Ren slår Luke med sit lyssværd, viser det sig, at han kæmper mod en projektering, og at Luke stadig er på Ahch-To. Han fortæller Kylo Ren, at han ikke vil være den sidste jedi, hvorefter både projekteringen og hans krop på Ahch-To forsvinder. De få tilbageværende medlemmer af Modstandsbevægelsen undslipper gennem minegange til bagsiden af basen og flygter om bord på Tusindårsfalken. Rey ser modløst på, hvor få de er, og vender sig mod Leia. Leia fortæller imidlertid, at oprøret nu har alt, hvad det behøver for at rejse sig igen.
På Canto Bight bruger en af stalddrengene kraften til at få fat på en kost. Han kigger op mod stjernehimlen og svinger kosten som et lyssværd.

## Medvirkende
- Mark Hamill - Luke Skywalker, jedimester der er gået i selvvalgt eksil på planeten Ahch-To.[15][16]
  - Hamill lagde også stemme til Dobbu Scay, en spiller i kasinoet på Canto Bight der tror at BB-8 er en enarmet tyveknægt. Figuren er opkaldt efter filmens klipper Bob Ducsay.[17][18]
- Carrie Fisher - Leia Organa, tidligere prinsesse og nu general i Modstandsbevægelsen, tvillingsøster til Luke Skywalker og mor til Kylo Ren.[16] 
Filmen er den sidste, Fischer var med til at lave, idet hun døde 27. december 2016 efter et hjerteanfald.[19] Hun havde dog nået at færdiggøre sit arbejde på filmen inden sin død.[20][21] Filmen er dedikeret til hende.[22]
- Adam Driver - Kylo Ren, en kriger der er stærk på den mørke side og en mester i Knights of Ren. Han er søn af Han Solo og Leia Organa og dermed barnebarn til Darth Vader.
- Daisy Ridley - Rey, en forældreløs klunser fra ørkenplaneten Jakku der har talent for kraften. Hun er kommet med i Modstandsbevægelsen og er taget ud for at finde Luke Skywalker.[16]
- John Boyega - Finn, en tidligere stormtrooper der er gået over til Modstandsbevægelsen.[16][23]
- Oscar Isaac - Poe Dameron, en dygtig X-wing-pilot i Modstandsbevægelsen.[16][23]
- Lupita Nyong'o - Maz Kanata, en kantineejer og gammel ven af Han Solo og Chewbacca.[16]
- Domhnall Gleeson - General Armitage Hux, tidligere leder af Den første ordens Starkiller Base.[16]
- Anthony Daniels - C-3PO, en protokoldroide der arbejder for Leia Organa.[16]
- Gwendoline Christie - Kaptajn Phasma, lederen af Den første ordens stormtroopers.[16][24]
- Andy Serkis - Øverste leder Snoke, den politiske leder af Den første orden. Han er Kylo Rens herre og meget stærk indenfor den mørke side.[16]
- Benicio del Toro - DJ, en hacker.[25] Del Toro sammenlignede sin figur med en kniv: "hvis du tager ham ved bladet, skærer han dig. Hvis du tager ham ved skæftet, kan han være meget, meget nyttig."[26]
- Laura Dern - Viceadmiral Amilyn Holdo, en officer i modstandsbevægelsen.[1][25]
- Kelly Marie Tran - Rose Tico, et medlem af modstandsbevægelsen der arbejder med vedligeholdelse.[27][28]
- Joonas Suotamo - Chewbacca, en rolle han overtog fra Peter Mayhew, efter at de havde delt den i Star Wars: The Force Awakens. Mayhew er krediteret som Chewbacca-konsulent.[29][30]
- Mike Quinn - Nien Numb[31]
- Timothy M. Rose - Admiral Ackbar[32]
- Tom Kane - Admiral Ackbars stemme, der tidligere blev indtalt af den i mellemtiden afdøde Erik Bauersfeld.[29]
- Jimmy Vee - R2-D2, en droide, en rolle han overtog fra Kenny Baker, der døde 13. august 2016.[33]
- Billie Lourd - Løjtnant Connix[34]
- Veronica Ngô - Paige Tico, Roses søster og en skytte i modstandsbevægelsen der ofrer sit liv for at ødelægge en af Den første ordens dreadnoughts.[35]
- Justin Theroux - en mesterhacker.[29]
- Lily Cole - Mesterhackerens ledsager.[29]
- Frank Oz - stemme til Yoda, den afdøde jedimester der optræder som spøgelse.[36]
- Amanda Lawrence - Commander D'Acy[29]
- Mark Lewis Jones - Kaptajn Canady[29]
- Adrian Edmondson - Kaptajn Peavey
- Warwick Davis - Wodibin.[37]
- Gary Barlow - Soldat i Modstandsbevægelsen.[38]
- Hermione Corfield - Tallissan "Tallie" Lintra, A-wing-pilot i Modstandsbevægelsen.[29]
- Noah Segan - Starck, pilot i Modstandsbevægelsen.[29][39]
- Jamie Christopher - Tubbs, pilot i Modstandsbevægelsen.[29]

BB-8 kontrolleres af dukkeførerne Dave Chapman og Brian Herring, mens Ben Schwartz lagde stemme til først, før Bill Hader stod for de endelige lydeffekter.
Prins William, Prins Harry og Gary Barlow medvirker i cameos som stormtroopere. Joseph Gordon-Levitt har en cameo med sin stemme som Slowen Lo. Gareth Edwards, der instruerede Rogue One: A Star Wars Story, har en cameo som soldat i Modstandsbevægelsen, og det samme har Hamills børn, Griffin, Nathan og Chelsea. Hugh Skinner har en cameo som officer i Modstandsbevægelsen. Instruktørerne Edgar Wright og Joe Cornish har også cameos i filmen.
Der blev også optaget en cameo med Tom Hardy som stormtrooper, men den blev klippet fra i den endelige film.

## Produktion
I oktober 2012 solgte skaberen af Star Wars, George Lucas, sit produktionsfirma Lucasfilm og med det Star Wars-franchisen til The Walt Disney Company. Efterfølgende annoncerede Disney, at der ville blive produceret en ny Star Wars-trilogi. I januar 2013 blev J.J. Abrams udnævnt som instruktør på den første film i trilogien, Star Wars: The Force Awakens. I juni 2014 blev det rapporteret, at der var samtaler i gang med instruktøren Rian Johnson om at skrive og instruere den anden film, der på det tidspunkt var kendt som Star Wars: Episode VIII. Desuden skulle Johnson skrive et oplæg til Episode IX, mens Ram Bergman skulle være producent på begge film. I august bekræftede Johnson selv, at han ville instruere Episode VIII. I september spurgte filmskaberen Terry Gilliam Johnson om, hvordan det føltes at skulle overtage noget, der var så berømt, fra en anden filmskaber, til hvilket Johnsson svarede:
"Jeg er lige begyndt på det, men indtil nu er det ærlig talt det sjoveste, jeg overhoved har skrevet. Det er bare en fornøjelse. Men også for mig personligt, jeg voksede op med ikke bare at se de her film men også at lege med det her legetøj, så som et lille barn foregik de film jeg lavede i mit hoved i den her verden. En stor del af det er den direkte fortsættelse, næsten som et automatisk tilbagehop i barndommen på en mærkelig måde. Men jeg ved ikke, spørg mig igen om nogle år og vi kan tale om det."
Johnson fik gruppen, der arbejdede med historien, til at se film så som Twelve O'Clock High (1949), Broen over floden Kwai (1957), Gunga Din (1939), Three Outlaw Samurai (1964), Sahara (1943) og Letter Never Sent (1960) som inspiration, mens de udviklede ideer til filmen. Han følte at det var svært at arbejde med filmen, mens Star Wars: The Force Awakens var ved at blive gjort færdig. Johnson bemærkede også, at filmen ville tage over umiddelbart efter den sidste scene i Star Wars: The Force Awakens. I december 2015 indrømmede Lucasfilms bestyrelsesformand Kathleen Kennedy, at de ikke havde fastlagt hver eneste detalje i den nye trilogi endnu. Hun sagde desuden, at J.J. Abrams, der instruerede The Force Awakens, arbejdede sammen med Johnson, og at Johnson tilsvarende ville arbejde sammen med Colin Trevorrow, der skulle instruere Episode IX, for at skabe en glidende overgang. Abrams fungerede desuden som executive producer sammen med Jason McGatlin og Tom Karnowski.
Johnson skrev scenen med de spejlede udgaver af Rey for at symbolisere hendes søgen efter identitet. Da hun beder om et syn af hendes forældre, ser hun kun sig selv. Rey lærer at hendes forældre er betydningsløse, da det ville være det hårdeste, hun og publikum kunne høre. Johnson sammenlignede scenen med, hvordan Luke Skywalker bliver klar over, at Darth Vader er hans far i Star Wars Episode V: Imperiet slår igen (1980). Han sagde at "Den nemmeste ting for Rey og publikum er at høre er, åh ja du er den og dens datter. Det ville have været ønskeopfyldelse og givet hende en plads i den her historie på et sølvfad med det samme. Det hårdeste for hende at høre er, at hun ikke får det nemme svar. (…) Du er nødt til at have styrken til at stå på dine egne to ben og definere dig selv i den her historie."
I november 2014 rapporterede Variety, at Disney havde hyret Rick Heinrichs som produktionsdesigner til Episode VIII. I januar 2015 oplyste Walt Disney Company' administrerende direktør Bob Iger, at Episode VIII og Episode IX var sat til at få premiere i henholdsvis 2017 og 2019.

### Casting
I september 2015 bekræftede Benicio del Toro, at han ville spille med i filmen men benægtede, at han ville spille en skurk. I forvejen havde Joaquin Phoenix været på tale som rollen som DJ men havde endt med at afslå tilbuddet. I september blev det desuden bekræftet, at Mark Hamill, der spillede Luke Skywalker, ville være med i filmen. I december blev det bekræftet, at Gwendoline Christie ville gentage sin rolle som kaptajn Phasma. Ved premieren på Star Wars: The Force Awakens i London i samme måned annoncerede Kathleen Kennedy så, at hele holdet af skuespillere ville vende tilbage sammen med "en håndfuld nye medvirkende".
Da optagelserne begyndte i februar 2016 blev det annonceret, at Laura Dern og Kelly Marie Tran ville medvirke i uspecificerede roller. Ved Star Wars Celebration i april 2017 annoncerede Lucasfilm, at Tran ville spille Rose Tico, et medlem af modstandsbevægelsen der arbejder med vedligeholdelse, som Johnson beskrev som filmens største nye rolle. Derudover vendte Frank Oz tilbage som Yoda, men for at holde det hemmeligt undlod producenterne Oz's navn i markedsføringen før premieren og sikrede sig, at han blev på sættet under optagelserne. Til gengæld kom Simon Pegg ikke til at gentage sin rolle som Unkar Plutt, sådan som det ellers havde forlydt.
Mark Hamill var indledningsvis kritisk overfor sin egen rolle i filmen, idet han fandt at han og instruktøren Rian Johnson havde fundamentalt forskellige opfattelser af karakteriseringen af Luke Skywalker. I et interview med den spansksprogede filmside SensaCine sagde han: "Jeg sagde til Rian, at 'Jedier giver ikke op.' Jeg mener, at selv hvis han havde et problem, så ville han måske bruge et år på at få styr på tingene, men hvis han havde begået en fejltagelse, så ville han prøve at gøre det godt igen. Så lige der havde vi fundamentalt forskellige opfattelser, men det er ikke min historie længere. det er en andens historie, og Rian havde brug for, at jeg var på en bestemt måde for at gøre slutningen effektiv." Hamill var også uenig i beslutningen om at fraklippe en scene, hvor Luke bliver berørt over Han Solos død.
Hamill fortrød senere, at han havde givet udtryk for sin indledningsvise kritik, og sammenlignede sin uenighed med de sammenstød, han havde haft med George Lucas under optagelserne af Star Wars Episode VI: Jediridderen vender tilbage (1983). Desuden roste han The Last Jedi som "overvældende" og "den mest komplekse Star Wars-film siden Imperiet slår igen".

### Optagelser
De sekundære optagelser begyndte i forbindelse med førproduktionen ved Skellig Michael i Irland 14. september 2015 på grund af problemer med at optage på det sted på andre årstider. De skulle have varet fem dage, men optagelserne måtte aflyses den første dag på grund af dårligt vejr. I november 2014 bekræftede Pinewood Studios' leder Ivan Dunleavy, at filmen ville blive optaget hos dem, men at der også ville ske optagelser i Mexico. Optagelserne hos Pinewood Studio fandt sted på 007 Stage, der stod klar 15. november 2015 efter at være blevet benyttet til at optage Assassin’s Creed.
I september 2015 afslørede del Toro, at de primære optagelser ville begynde i marts 2016, men Kennedy fastslog senere, at de ville begynde i januar 2016. I januar 2016 blev produktionen af Episode VIII imidlertid udskudt til februar, da manuskriptet skulle ændres. Der var desuden fare for yderligere forsinkelser i optagelserne på grund af en forestående arbejdskonflikt. 10. februar 2016 kunne Iger dog bekræfte, at de primære optagelser var begyndt med arbejdstitlen Space Bear. Starten blev markeret af en 34 sekunders video på den officielle Star Wars-hjemmeside og YouTube-kanal. Fra 9. til 16. marts 2016 fandt der optagelser sted i Dubrovnik i Kroatien. I maj fandt der optagelser sted ved Malin Head i County Donegal og Ceann Sibeal i County Kerry i Irland. I forbindelse med optagelserne af Kylo Ren og Reys visioner af hinanden her var både Adam Driver og Daisy Ridley til stede for at fremme det intime i dem. I juli fandt der optagelser sted på saltsletten Salar de Uyuni i Bolivia til brug for kampscenerne på planeten Crait. Yderligere optagelser fandt sted i Mexico.
De primære optagelser blev afsluttet 22. juli 2016. I begyndelsen af september 2016 manglede Nyong'o dog stadig at indspille hendes scener, men hun bekræftede dog, at hendes figur, Maz Kanata, ville være med i filmen. I februar 2017 blev det annonceret, at der blev optaget scener til filmen i IMAX. Ifølge produktionsdesigneren Rick Heinrichs krævede det oprindelige manuskript 160 sæt, dobbelt så meget som forventet, men Johnson foretog noget trimning og klipning. I sidste ende blev der lavet 125 sæt på 14 scener hos Pinewood Studios.
Ifølge designeren Neal Scanlan var der flere praktiske effekter i denne film end i nogen anden Star Wars-film. Der blev således laves 180-200 væsener med fysiske effekter til filmen, hvoraf nogle dog blev klippet fra i den endelige film. Til Yodas optræden som spøgelse i filmen gjorde man brug af en dukke ligesom i de første Star Wars-film i modsætning til et par af de senere, hvor han var computeranimeret. Rian Johnson forklarede det med, at han følte, at en digital Yoda ikke ville have svaret til, hvordan Luke kendte ham i Star Wars Episode V: Imperiet slår igen.

### Musik
Ved Star Wars Celebration Europe i juli 2013 annoncerede Kathleen Kennedy, at John Williams ville vende tilbage som komponist på alle tre film i den nye Star Wars-trilogi. Ved en Tanglewood-koncert i august 2016 bekræftede Williams, at det var planen, at han skulle begynde at komponere til filmen. Williams ville optage musikken over flere omgange fra december 2016 og indtil marts eller april 2017. 21. februar 2017 blev det bekræftet, at optagelserne var i gang med Williams og William Ross som dirigenter. Det forlød desuden, at Williams ikke ville komponere til den færdige film, som det ellers sker for det meste, men at Rian Johnson i stedet ville lade ham gøre musikken færdig og derefter redigere filmen på baggrund af musikken. Det blev dog senere afkræfter af Johnson: "JW startede indspilningerne relativt tidligt i processen, men vi klippede og udsatte for musik i den sædvanlige rækkefølge."
Som inspiration til komponeringen af musikken blev Williams forsynet med eksempler på musik fra Johnsons tidligere film. I "Canto Bight"-sporet indgår lidt af Aquarela do Brasil af Ary Barroso som en hentydning til filmen Brazil. Under Finn og Roses flugt høres lidt af Johnny Mercer og Williams' eget tema fra The Long Goodbye, men det er ikke med i det officielle soundtrack.
Det officielle soundtrack blev udgivet af Walt Disney Records 15. december 2017 som cd, digitale formater og streaming.

## Premiere
Filmens titel, Star Wars: The Last Jedi, blev offentliggjort af Lucasfilm 23. januar 2017. I lighed med forgængeren, Star Wars: The Force Awakens, indgår der ikke et episodenummer med romertal i den officielle titel, men der står dog "Episode VIII" i filmens indledende rulletekst.
Tilbage i marts 2015 blev det offentliggjort, at filmen ville få premiere 26. maj 2017, men i januar 2016 blev det udskudt til 15. december 2017 for at undgå konkurrence med Pirates of the Caribbean: Salazar's Hævn. Slutresultatet blev dog, at filmen fik verdenspremiere i Shrine Auditorium i Los Angeles 9. december 2017, mens resten af USA måtte vente til 15. december 2017. Forsalget af billetter begyndte i USA 9. oktober 2017, og ligesom ved Star Wars: The Force Awakens og Rogue One: A Star Wars Story fik efterspørgslen billetsalgssider som Fandango til at gå ned.
Den europæiske premiere fandt sted 12. december 2017 i form af en gallapremiere i Royal Albert Hall i London. I Danmark havde filmen premiere 13. december 2017.
Før premieren kom det frem, at Disney havde stillet særlige krav til de amerikanske biografer, der ville vise Star Wars: The Last Jedi, der af nogle af dem blev beskrevet som "besværlige". Disney krævede, at filmen skulle vises i en given biografs største sal i en fire ugers periode, hvor der ved andre film fra Disney kun krævedes to uger. Desuden krævedes en andel af billetindtægterne på 65 %. Aftalen, der skulle holdes fortrolig, regulerede også reklamer og restriktioner mod aflysning af planlagte forevisninger. Brud ville blive straffet med en inddragelse af yderligere 5 % af billetindtægterne. Nogle biografer afviste at vise filmen som følge af disse krav, især mindre biografer og biografer med kun en sal, der ellers ville være afskåret fra at vise andre film i fire ugers perioden. Repræsentanter fra branchen fandt imidlertid politikken rimelig med henvisning til, hvordan Disney-film og Star Wars typisk klarede sig, og at det ekstra salg af popcorn, sodavand mv. til filmens forventede store publikum ville kompensere for den større andel af billetindtægterne.

### Marketing
Forud for premieren udgav det britiske postvæsen Royal Mail et sæt med otte frimærker med Star Wars-motiver tegnet af Malcolm Tween 12. oktober 2017. Australia Post udgav et sæt med 20 frimærker i Australien 19. september 2017.
Den første trailer for filmen blev offentliggjort ved Star Wars Celebration Orlando 14. april 2017. Den første trailer i fuld længde blev offentliggjort i halvlegen ved en kamp i amerikansk fodbold mellem Minnesota Vikings og Chicago Bears 9. oktober 2017. Efterfølgende blev der sendt flere tv-reklamer for filmen. Desuden blev der lavet flere reklamekampagner i samarbejde med blandt andet Nissan Motors og Bell Media. I oktober blev figurer af mange af de medvirkende sat til salg.
På dagen for den nordamerikanske premiere blev der udgivet flere bøger med relation til filmen, herunder The Last Jedi: Visual Dictionary og forskellige børnebøger. Dertil kom blandt andet romanen Cobalt Squadron, der foregår før filmen, og antologien Canto Bight med noveller om Canto Bight Casino Den officielle roman baseret på filmen blev skrevet af Jason Fry og indtalt som lydbog af Marc Thompson. En junior-version blev skrevet af Michael Kogge og indtalt som lydbog af Jessica Almasy.
Der blev ikke udgivet noget officielt videospil for for The Last Jedi, ligesom der heller ikke var for The Force Awakens. I stedet blev elementer fra filmen integreret i andre Star Wars-videospil, herunder Star Wars Battlefront II der introducerede forskellige elementer fra filmen i den anden uge af spillets første del. En opdatering til mobilspillet Star Wars: Force Arena tilføjede elementer fra den nye æra, herunder nogle figurer som de fremstår i The Last Jedi. Figurer fra filmen medvirker også i mobilspillet Star Wars: Galaxy of Heroes.

### Hjemmevideo
Star Wars: The Last Jedi blev udgivet af Walt Disney Studios Home Entertainment digitalt i HD og 4K via download og Disney Movies Anywhere 13. marts 2018 og på Ultra HD Blu-Ray, blu-ray og dvd 27. marts. En 4K Ultra HD Blu-ray-boks med alle ni film i Star Wars-sagaen blev udgivet 31. marts 2020.

## Modtagelse

### Indtjening
Star Wars: The Last Jedi indbragte 620,2 mio. USD i USA og Canada og 712,5 mio. USD i resten af verdenen, resulterende i en samlet indtjening på 1,333 mia. USD. Før premieren blev det anslået, at filmen skulle indbringe ca. 800 mio. USD på verdensplan for at tjene sig selv hjem. Deadline Hollywood anslog filmens nettoprofit til at være 417,5 mio. USD, når der var taget højde for alt, hvilke gjorde filmen til den mest profitable fra 2017.
Forud for premieren forventede analytikere, at filmen alene i USA og Canada vil indbringe ca. 200 mio. USD fra 4.232 biografer i åbningsweekenden. På premiereaftenen 14. december 2017 indbragte den 45 mio. USD, det næsthøjeste for en premiere og kun overgået af Star Wars: The Force Awakens med 57 mio. USD. I alt indbragte den 220 mio. USD i åbningsweekenden, hvilket var det næsthøjeste til alle tider. Af det beløb stod IMAX for 25 mio. USD, den største premiere for IMAX det år og det næsthøjeste i det hele taget, kun overgået af Star Wars: The Force Awakens.
I resten af verden forventedes en indtjening på 224-240 mio. USD i åbningsweekenden, så den samlede indtjening i starten ville blive på 424-440 mio. USD. De to første dage indbragte filmen 60,8 mio. USD fra 48 markeder. De største indtægter kom fra Storbritannien (10,2 mio. USD), Tyskland (6,1 mio. USD), Frankrig (6 mio. USD), Australien (5,6 mio. USD) og Brasilien (2,5 mio. USD). Da weekenden var gået havde filmen tjent 230,8 mio. USD udenfor Nordamerika, det niendehøjeste til alle tider. Det omfattede 36,7 mio. USD i Storbritannien (trediebedste åbning), 23,6 mio. USD i Tyskland (næstbedste), 18,1 mio. USD i Frankrig, 15,9 mio. USD i Australien (næstbedste), 14,4 mio. USD i Japan, 8,5 mio. USD i Rusland, 8,3 mio. USD i Spanien, 7,2 mio. USD i Brasilien, 7 mio. USD i Italien og Mexico, 6,0 mio. USD i Sverige og 5,1 mio. USD i Sydkorea.
I Kina havde filmen premiere i begyndelsen af januar 2018, hvor den tjente 28,7 mio. USD i åbningsweekenden. Det var markant lavere end Star Wars: The Force Awakens, der lagde ud med 52 mio. USD, og også lavere end Rogue One: A Star Wars Story, der startede med 30 mio. USD.
På 17. dagen for premieren, 31. december 2017, rundede filmen 1 mia. USD i indtjening, som den fjerde film fra 2017, den femtende Disney-film, den fjerde Star Wars-film og den 32. til alle tider. Den efterfølgende indtjening gjorde filmen til den mest indbringende film fra 2017, den næstmest indbringende i franchiset efter Star Wars: The Force Awakens, den fjerde mest indbringende film fra Walt Disney Studios, den sjette mest indbringende film i USA og Canada og den da niende mest indbringende film til alle tider.

### Anmeldelser
Filmen fik overvejende positive anmeldelser. Hjemmesiden Rotten Tomatoes samlede 476 anmeldelser og vurderede 90 % af dem til at være positive med en gennemsnitlig bedømmelse på 8,1/10. Hjemmesidens kritiske konsensus lød: "Star Wars: The Last Jedi ærer sagaens rige arv, samtidig med at den tilføjer nogle overraskelser og sørger for al den følelsesmæssige handling fans kan ønske sig." På Metacritic fik filmen en bedømmelse på 84 ud af 100 baseret på 56 anmeldelser, hvilket indikerede generelt bifald.
Matt Zoller Seitz fra RogerEbert.com  gav filmen fire ud af fire stjerner og roste overraskelserne og de risici, den tog med historien: "Filmen fungerer lige godt som et alvorligt eventyr fyldt med passionerede helte og skurke og som en betragtning over efterfølgere og franchise... [Filmen] er optaget af spørgsmål om omdømme, legitimitet og efterfølgelse og indeholder flere diskussioner om, hvor vidt man skal genskabe eller afvise fortidens historier og symboler." Peter Travers fra Rolling Stone gav filmen 3,5 ud af 4 stjerner og roste skuespillerne og instruktionen: "Du er i superkompetente hænder hos Johnson, som er sikker på, at du går derfra med en euforisk følelse. Midterdelen af den nuværende trilogi, The Last Jedi, rangerer blandt de allerbedste Star Wars-epos (selv toppen i form af Imperiet slår igen) ved at vise vejen mod en ny generation af himmelgængere - og endda til et nyt håb."
Richard Roeper fra Chicago Sun-Times gav også filmen 3,5 ud af 4 stjerner med ordene: "Star Wars: The Last Jedi slår ikke så hårdt følelsesmæssigt, og den mangler lidt i den anden halvdel, men det er stadig et værdigt kapitel i Star Wars-franchiset, fyldt med spændende action-scener, drysset med god humor og ikke så få hentydninger til tidligere figurer og ikoniske øjeblikke." Todd McCarthy The Hollywood Reporter sagde at: "forfatter-instruktør Rian Johnsons spring ind i George Lucas' univers, der er fyldt med action og tilfredsstillende sådan som det loyale publikum vil have det, er generelt tiltalende, om end det nogle gange har svært at finde brugbare og/eller interessante ting at lave for nogle af figurerne."
Will Gompertz fra BBC News gav filmen fire ud af fem stjerner og skrev at "Rian Johnsen ... har ikke ødelagt din jul med en fiasko. Hans gave til dig er et fyrværkeri, en blockbuster-film fyldt med opfindsomhed, vid og masser af action." Mark Kermode fra The Observer gav også filmen fire ud af fem stjerner og sagde, at Johnson "viser at han er mester i den balancekunst det er at holde de stridende parter i dette intergalaktiske franchise i næsten perfekt harmoni." Alex Leadbeater fra Screen Rant roste det uforudsigelige plot og nævnte specielt, at Snokes død var "det bedste film-twist i årevis."
Richard Brody fra The New Yorker skrev modsat, at "til trods for nogle få fantastiske dekorative elementer (der for de flestes vedkommende involverer farven rød) og den korte centrale scene med flere Rey, så forekommer filmen som noget, der er blevet strøget, jævnet ud og renset appellerende. Mest af alt leverer den en frygtelig kalkuleret konsensussøgende fortælling, en kunstig alsidighed, der til dels opnås ved tydelige religiøse hentydninger." Kate Taylor fra The Globe and Mail gav filmen 2 ud af 4 stjerner ud fra den betragtning, at filmen led under for mange nye tilføjelser og manuskriptet: "flotte nye dyr, en modnende skurk, en flagrende heltinde, indpakket humor - alt imens den forsøger at opretholde en gigantisk kulturel arv, så kæmper den igangværende trilogi med at opretholde en balance, der ofte virker til at være lige uden for rækkevidde." Owen Gleiberman fra Variety kritiserede filmen for at minde for meget om de tidligere film: "Nu gentager den ting, der allerede er blevet gentaget. Plottet med oprørerne mod fjenden, hvor vores helte kun har en smule kampånd tilbage, føles som et opkog af hvad vi var gennem for et år siden i "Rogue One", og forsøgene på at efterligne udseendet, stemningen og det mørke design fra "Imperiet slår igen", gør det nu klart, at den nye trilogi er en officiel hyldest til nostalgien.".

### Præmieringer
Ved uddelingen af Empire Awards 18. marts 2018 var Star Wars: The Last Jedi nomineret til ni priser og vandt de fem. Filmen fik prisen som bedste film og for bedste visuelle effekter, Rian Johnson fik prisen for bedste instruktør, Daisy Ridley for bedste kvindelige skuespiller og Michael Kaplan for bedste kostumedesign. Ved uddelingen af Saturn Awards 27. juni 2018 var filmen nomineret til tolv priser og vandt de tre. Mark Hamill fik prisen for bedste mandlige skuespiller, Rian Johnson for bedste manuskript og Bob Ducsay for bedste klipning. Ved Teen Choice Awards 13. august 2018 fik Carrie Fisher prisen for bedste kvindelige fantasyskuespiller.